# Karl von Wedel (General, 1842)

Karl von Wedel

Karl Leo Julius Graf von Wedel (ab 1914 Fürst; * 5. Februar 1842 in Osternburg; † 30. Dezember 1919 in Stockholm) war ein deutscher Militärdiplomat, preußischer General der Kavallerie und Botschafter. Von 1907 bis 1914 war er kaiserlicher Statthalter im Reichsland Elsaß-Lothringen.

## Leben
Er war der Sohn des oldenburgischen Generalleutnants und Staatsministers Graf Friedrich Wilhelm von Wedel (1798–1872) aus der Familie von Wedel und dessen Ehefrau Bertha Sophie Amalie Pauline geborene von Glaubitz. Zu seinen Vorfahren gehörte der erste Graf von Wedel-Jarlsberg, Gustav Wilhelm von Wedel, dänischer Feldmarschall und General von Norwegen.
Wedel stand von 1859 bis 1866 in Diensten des Königreichs Hannover und diente als Leutnant im Kronprinzen-Dragoner-Regiment der Hannoverschen Armee, mit dem er am Dänischen Krieg 1864 und am Krieg von 1866 teilnahm. Er trat nach der Annexion als eines der ersten Mitglieder des hannoverschen Hochadels in die Preußische Armee über. Den Deutsch-Französischen Krieg 1870/71 machte er als Adjutant der Hessischen Kavallerie-Brigade mit. 1874 wurde er Adjutant beim Generalkommando des VII. Armee-Korps und 1876 als Major zum Großen Generalstab versetzt.
Am Russisch-Türkischen Krieg 1877/78 nahm Wedel als Militärbeobachter im russischen Hauptquartier teil. Im November 1877 wurde er als Militärattaché an die deutsche Botschaft in Wien entsandt und hatte diese Position bis März 1887 inne. In dieser Eigenschaft war er nach Beendigung des Russisch-Türkischen Krieges Vertreter des Deutschen Reiches bei den Verhandlungen zur Grenzziehung zwischen Bulgarien und Ostrumelien. Während seines ersten Wienaufenthalts wurde er 1879 zum Flügeladjutanten des deutschen Kaisers Wilhelm I. ernannt und 1886 zum Oberst befördert.
Nach der Rückkehr aus Wien erhielt Wedel 1887 das Kommando des 2. Garde-Ulanen-Regiments, 1888 die 2. und bald darauf die 1. Garde-Kavallerie-Brigade. 1889 wurde er zum diensttuenden Flügeladjutanten von Kaiser Wilhelm II. ernannt, im selben Jahr zum Generalmajor befördert und diensttuender General à la suite. In dieser Zeit wurde Wedel auch mehrmals in besonderen Angelegenheiten an verschiedene europäische Höfe entsandt und 1891 in das Auswärtige Amt kommandiert. Dort fühlte er sich allerdings nach eigenem Bekunden als „das fünfte Rad am Wagen“ und erwartete die baldige Entsendung auf einen Botschafterposten.
1892 wurde Karl von Wedel zum Generalleutnant befördert und zum Generaladjutanten ernannt und ging auf Betreiben Philipp Eulenburgs und Friedrich von Holsteins als deutscher Gesandter nach Stockholm, wo er im stetig eskalierenden Unionskonflikt mit Norwegen vermitteln sollte. 1893 organisierte er die erste Nordlandreise Kaiser Wilhelm II. auf dessen neuer Kaiserjacht SMY Hohenzollern, die aus diplomatischen Erwägungen auf Vorschlag Wedels nicht an die norwegische Küste, sondern nach Schweden führte und unter anderem Gotland besuchte. 1894 heiratete Wedel die prominente schwedische Witwe Stéphanie von Platen (1852–1937), eine gebürtige Gräfin Hamilton aus der schwedischen Nebenlinie Hamilton af Hageby, und trat in den einstweiligen Ruhestand. Sein Nachfolger wurde Hippolyt von Bray-Steinburg. Wedels Frau galt als eine der Grande Dames der europäischen Hautevolee und stand zeitlebens im Blickpunkt der Medien. In den Jahren, die das Paar ab 1907 in Straßburg verbrachte, avancierte sie zu einer Art Landesmutter des Elsass’.
1897 wurde Graf von Wedel reaktiviert, zum General der Kavallerie befördert und zum Gouverneur von Berlin ernannt. 1899 wurde er Botschafter in Rom und 1902 in gleicher Eigenschaft nach Wien versetzt. Dort förderte er den seit 1901 an der Wiener Botschaft tätigen Ulrich von Brockdorff-Rantzau, dessen langjähriger Mentor er wurde. Ab 1907 amtierte er als Nachfolger des Fürsten Hermann zu Hohenlohe-Langenburg als dem Kaiser direkt verantwortlicher ziviler Statthalter im Reichsland Elsass-Lothringen. Dieses Amt gab er im April 1914 nach der Zabern-Affäre auf. 1914 in den Fürstenstand erhoben, ging Wedel 1914 und 1915 auf diplomatische Sondermissionen nach Wien und Bukarest. Ab 1916 trat er für einen Verständigungsfrieden und gegen den verschärften U-Boot-Krieg ein. Im Juli 1916 wurde Fürst von Wedel Präsident des regierungsnahen Deutschen Nationalausschusses für einen ehrenhaften Frieden, der sich gegen den Annexionismus rechtsgerichteter Kreise wandte. Infolge der Revolution in Deutschland zog er mit seiner Frau nach Schweden, wo er auf Schloss Stora Sundby in Eskilstuna südlich von Stockholm lebte und im Jahr darauf starb.

## Auszeichnungen
- 30. Januar 1871 Verleihung des großherzoglich hessischen Militär-Verdienst-Kreuzes[11]
- 1898 wurde Wedel das Großkreuz des Ordens der Württembergischen Krone verliehen.[12]
- Am 9. November 1912 war er in den Nassauischen Hausorden vom Goldenen Löwen aufgenommen worden.[13]